# Tribute (Ozzy Osbourne)
Tribute è un live album di Ozzy Osbourne, pubblicato il 23 maggio 1987.
Il disco ha venduto oltre 3 000 000 di copie in tutto il mondo.

## Il disco
L'album venne pubblicato per rendere omaggio alla memoria di Randy Rhoads, il primo chitarrista della band di Ozzy Osbourne morto tragicamente nel 1982 a causa di un incidente aereo. L'uscita avvenne postuma al suo decesso, dato che questo lavoro contiene varie performance del gruppo con Rhoads alla chitarra. Inizialmente sarebbe dovuto uscire nel 1982 ma Ozzy preferì rimandare la pubblicazione in quanto riteneva che rappresentasse una speculazione sulla morte del chitarrista. Parte dei ricavati della vendita vennero devoluti alla famiglia del musicista. L'album presenta tutte le canzoni di Blizzard of Ozz, "Believer" e "Flying High Again" tratte da Diary of a Madman e le restanti dei Black Sabbath Paranoid, Children of The Grave e Iron Man. L'ultima traccia, Dee, venne registrata mentre Randy la stava provando in studio. I pezzi da I Don't Know fino a Paranoid vennero registrati a Cleveland (Ohio) l'11 maggio 1981. L'assolo chitarristico di Rhoads in Suicide Solution venne tratto da un concerto a Montréal (Canada) il 28 luglio 1981. Certe fonti sostengono che Goodbye To Romance e No Bone Movies sono state prese da uno dei primi concerti di Ozzy solista durante il Blizzard tour, a Southampton il 2 settembre 1980. In queste due tracce dovrebbero esserci il bassista Bob Daisley e il batterista Lee Kerslake. Steal Away (The Night) contiene un assolo di batteria di Tommy Aldridge.

## Tracce
1. I Don't Know – 5:43
2. Crazy Train – 5:12
3. Believer – 4:57
4. Mr. Crowley – 5:46
5. Flying High Again – 4:21
6. Revelation (Mother Earth) – 5:56
7. Steal Away (The Night) – 8:24
8. Suicide Solution – 7:46
9. Iron Man (Black Sabbath cover) – 2:57
10. Children of the Grave (Black Sabbath cover) – 4:50
11. Paranoid (Black Sabbath cover) – 3:12
12. Goodbye to Romance – 5:40
13. No Bone Movies – 3:37
14. Dee (Randy Rhoads studio out-takes) – 4:21

## Formazione
- Ozzy Osbourne - cantante
- Randy Rhoads - chitarra
- Rudy Sarzo - basso
- Tommy Aldridge - batteria
- Lindsay Bridgwater - tastiere
- Bob Daisley - basso in Goodbye to Romance e No Bone Movies
- Lee Kerslake - batteria in Goodbye to Romance e No Bone Movies